# Gustavo Der Ohanessian
Gustavo Ariel Der Ohanessian (Buenos Aires; 26 de octubre de 1963) es un expiloto argentino de automovilismo. Compitió, entre otras categorías, en Fórmula Renault Argentina, Fórmula 2 Codasur, TC2000, Superturismo Sudamericano y Turismo Nacional. En esta última fue campeón junto a Julio Pardo en la Clase 5 de 1982, con 17 años.

## Resumen de carrera
| Temporada | Categoría                                         | Equipo                                 | Carreras | Victorias | Poles | VR  | Podios | Puntos | Pos. |
| --------- | ------------------------------------------------- | -------------------------------------- | -------- | --------- | ----- | --- | ------ | ------ | ---- |
| 1981      | Turismo Nacional Clase C                          | s/d                                    | s/d      | 0         | s/d   | s/d | 1      | 10     | 30.º |
| 1982      | Turismo Nacional Clase 5                          | s/d                                    | s/d      | 6         | s/d   | s/d | 6      | 112    | 1.º  |
| 1982      | Fórmula Renault Argentina                         | s/d                                    | s/d      | s/d       | s/d   | s/d | s/d    | 2      | 16.º |
| 1983      | Fórmula 2 Codasur                                 | s/d                                    | 5        | 0         | 0     | 0   | 0      | -      | NC   |
| 1983      | Club Argentino de Pilotos                         | s/d                                    | s/d      | 0         | s/d   | s/d | 2      | 53     | 9.º  |
| 1984      | Fórmula 2 Codasur                                 | s/d                                    | 3        | 0         | 0     | 0   | 0      | -      | NC   |
| 1984      | Club Argentino de Pilotos                         | s/d                                    | s/d      | 3         | s/d   | s/d | 8      | 164    | 3.º  |
| 1985      | Fórmula 2 Codasur                                 | s/d                                    | 4        | 0         | 0     | 0   | 0      | -      | NC   |
| 1985      | Club Argentino de Pilotos                         | s/d                                    | s/d      | 2         | s/d   | s/d | 5      | 125    | 4.º  |
| 1986      | Club Argentino de Pilotos Nissan 300              | s/d                                    | s/d      | 0         | s/d   | s/d | 3      | 73     | 5.º  |
| 1986      | Turismo Competición 2000                          | Bamse Competición                      | 1        | 0         | 0     | 0   | 0      | -      | NC   |
| 1987      | Turismo Competición 2000                          | Der Ohanessian Competición             | 10       | 0         | 0     | 0   | 2      | 47     | 8.º  |
| 1988      | Turismo Competición 2000                          | Vitelli Competición                    | 13       | 0         | 0     | 0   | 1      | 26     | 13.º |
| 1989      | Turismo Competición 2000                          | Vitelli Competición                    | 11       | 0         | 0     | 1   | 4      | 73     | 4.º  |
| 1990      | Turismo Competición 2000                          | Vitelli Competición                    | 13       | 1         | 0     | 1   | 5      | 115    | 4.º  |
| 1991      | Turismo Competición 2000                          | Vitelli Competición                    | 13       | 0         | 0     | 0   | 0      | 31     | 13.º |
| 1992      | Turismo Competición 2000                          | Vitelli Competición                    | 10       | 0         | 0     | 0   | 0      | 26     | 10.º |
| 1993      | Turismo Nacional Clase 3                          | s/d                                    | 13       | 0         | 0     | 0   | 2      | 53     | 10.º |
| 1994      | Turismo Competición 2000                          | Etchegaray Competición                 | 11       | 0         | 0     | 0   | 0      | 29     | 12.º |
| 1994      | Turismo Nacional Clase 3                          | s/d                                    | s/d      | s/d       | s/d   | s/d | s/d    | 6      | 32.º |
| 1995      | Turismo Competición 2000                          | Bini Competición                       | 8        | 0         | 0     | 0   | 0      | 10     | 18.º |
| 1996      | Turismo Competición 2000                          | INI Competición                        | 12       | 0         | 0     | 0   | 5      | 41     | 8.º  |
| 1997      | Turismo Competición 2000                          | YPF VW Motorsport                      | 28       | 1         | 0     | 0   | 5      | 189    | 5.º  |
| 1998      | Turismo Competición 2000                          | Elaion VW Motorsport                   | 27       | 0         | 0     | 0   | 3      | 133    | 7.º  |
| 1999      | Top Race                                          | Traverso Competición                   | 1        | 0         | 0     | 0   | 0      | -      | NC   |
| 2000      | Campeonato Sudamericano de Superturismos          | Alfa Scuadra                           | 7        | 0         | 1     | 0   | 2      | 55     | 6.º  |
| 2001      | Turismo Competición 2000                          | Crespi Competición                     | 4        | 0         | 0     | 0   | 0      | 2      | 29.º |
| 2001      | Turismo Competición 2000 - Copa TC 2000           | Crespi Competición                     | 4        | 1         |       |     | 3      | 54     | 7.º  |
| 2001      | Campeonato Sudamericano de Superturismos          | Alfa Scuadra                           | 1        | 0         | 0     | 0   | 0      | -      | NC   |
| 2002      | Turismo Competición 2000                          | Belloso Competición Crespi Competición | 3        | 0         | 0     | 0   | 1      | 12     | 19.º |
| 2002      | Top Race                                          | Fineschi Racing                        | s/d      | 0         | s/d   | s/d | s/d    | 26,5   | 35.º |
| 2003      | Top Race                                          | Sueiro Pro Racing                      | s/d      | 0         | s/d   | s/d | s/d    | 18     | 35.º |
| 2004      | Turismo Competición 2000                          | JM Motorsport                          | 9        | 0         | 0     | 0   | 0      | -      | NC   |
| 2005      | Turismo Competición 2000                          | JM Motorsport                          | 14       | 0         | 0     | 0   | 0      | 2      | 27.º |
| 2006      | Turismo Competición 2000                          | JM Motorsport                          | 11       | 0         | 0     | 0   | 0      | 4      | 25.º |
| 2007      | Turismo Competición 2000                          | Honda Racing Italcred                  | 4        | 0         | 0     | 0   | 0      | -      | NC   |
| 2008      | Turismo Competición 2000                          | JM Motorsport                          | 13       | 0         | 0     | 0   | 0      | -      | NC   |
| 2009      | Turismo Competición 2000                          | JM Motorsport                          | 5        | 0         | 0     | 0   | 0      | -      | NC   |
| 2009      | Turismo Competición 2000 Copa de Pilotos Privados | JM Motorsport                          | 5        | 0         |       |     | 0      | -      | NC   |
| 2009      | Turismo Competición 2000 Copa Endurance Series    | JM Motorsport                          | 2        | 0         | 0     | 0   | 0      | -      | NC   |
| 2010      | Turismo Competición 2000                          | JM Motorsport                          | 1        | 0         | 0     | 0   | 0      | -      | -    |
| 2011      | Turismo Competición 2000                          | Vitelli Competición                    | 1        | 0         | 0     | 0   | 0      | -      | -    |
| 2014      | Súper TC 2000                                     | Equipo Petronas                        | 1        | 0         | 0     | 0   | 0      | -      | -    |
| Fuente:   |                                                   |                                        |          |           |       |     |        |        |      |

## Resultados

### Turismo Competición 2000
| Año  | Equipo                | Auto                | 1     | 2     | 3     | 4     | 5    | 6    | 7     | 8     | 9      | 10     | 11  | 12        | 13    | 14    | 15     | 16     | 17    | 18    | 19     | 20     | 21     | 22     | 23    | 24    | 25    | 26    | 27      | 28     | Res. | Puntos |
| ---- | --------------------- | ------------------- | ----- | ----- | ----- | ----- | ---- | ---- | ----- | ----- | ------ | ------ | --- | --------- | ----- | ----- | ------ | ------ | ----- | ----- | ------ | ------ | ------ | ------ | ----- | ----- | ----- | ----- | ------- | ------ | ---- | ------ |
| 1997 |                       |                     | RAF I | RAF I | RC I  | RC I  | POS  | POS  | SJU I | SJU I | PAR    | PAR    | GR  | GR        | BB I  | BB I  | SJU II | SJU II | RC II | RC II | NDJ    | NDJ    | MZA    | MZA    | BB II | BB II | TRE   | TRE   | RAF II  | RAF II | 5.º  | 189    |
| 1997 | YPF VW Motorsport     | Volkswagen Polo     | 2     | 1     | 6     | 12    | 9    | 6    | Ret   | 6     | 2      | 4      | 2   | 5         | 2     | 5     | 4      | 6      | 10    | 11    | 5      | 6      | 6      | 7      | 5     | 11    | 7     | 6     | 15 (11) | 10 (7) | 5.º  | 189    |
| 1998 |                       |                     | AG I  | AG I  | MDP I | MDP I | RC I | RC I | SJU I | SJU I | OLA    | OLA    | GR  | GR        | PAR I | PAR I | BA     | BA     | BB    | BB    | SJU II | SJU II | MDP II | MDP II | RC II | RC II | AG II | AG II | PAR II  | PAR II | 7.º  | 133    |
| 1998 | Elaion VW Motorsport  | Volkswagen Polo     | Ret   | 9 (8) | 7     | 8 (7) | 12   | 8    | 8     | 7     | Ret    | 5      | Ret | 16† (10†) | 4     | NL    | 3      | 3      | 7     | 18    | 10     | Ret    | 4      | 4      | 7     | 3     | 4     | 5     | 5       | 9      | 7.º  | 133    |
| 2001 |                       |                     | RAF   | RC    | BB    | SJU I | PAR  | BA I | OBE   | AG I  | SJO    | SJU II | MDA | RES       | AG II | BA II |        |        |       |       |        |        |        |        |       |       |       |       |         |        | 29.º | 2      |
| 2001 | Crespi Competición    | Chevrolet Vectra II |       |       |       |       |      |      |       |       |        |        | 11  | 9         | 11    | 11    |        |        |       |       |        |        |        |        |       |       |       |       |         |        | 29.º | 2      |
| 2002 |                       |                     | GR    | RC    | SJU I | BB    | RES  | OBE  | AG    | SAL   | SJU II | PAR    | BA  | SRA       | PIG   | MDP   |        |        |       |       |        |        |        |        |       |       |       |       |         |        | 19.º | 12     |
| 2002 | Belloso Competición   | Ford Escort VI      |       |       | 3     |       |      |      |       |       |        |        |     |           |       |       |        |        |       |       |        |        |        |        |       |       |       |       |         |        | 19.º | 12     |
| 2002 | Crespi Competición    | Chevrolet Astra II  |       |       |       |       |      |      | Ret   | 19†   | NL     |        |     |           |       |       |        |        |       |       |        |        |        |        |       |       |       |       |         |        | 19.º | 12     |
| 2004 |                       |                     | GR    | VIE   | SJU   | PAR   | SL   | OBE  | AG    | CON   | RC     | SRA    | BB  | BA        | RAF   | MDP   |        |        |       |       |        |        |        |        |       |       |       |       |         |        | -    | 0      |
| 2004 | JM Motorsport         | Fiat Stilo          |       |       |       |       | Ret  | 18   | 15†   | Ret   | 12†    | 18     | Ret | 20†       |       | Ret   |        |        |       |       |        |        |        |        |       |       |       |       |         |        | -    | 0      |
| 2005 |                       |                     | BA I  | PAR   | VIE   | SJU   | OLA  | AG   | CUR   | OBE   | RAF    | SRA    | CON | BA II     | SL    | GR    |        |        |       |       |        |        |        |        |       |       |       |       |         |        | 27.º | 2      |
| 2005 | JM Motorsport         | Fiat Stilo          | 16†   | Ret   | 18    | 14    | 15   | 9    | 20†   | 12    | 24†    | 19     | 16  | Ret       | 16    | 11    |        |        |       |       |        |        |        |        |       |       |       |       |         |        | 27.º | 2      |
| 2006 |                       |                     | BA I  | OLA   | CR    | VIE   | SFE  | SJU  | SRA   | RES   | CUR    | SMM    | GR  | BA II     | OBE   | PAR   |        |        |       |       |        |        |        |        |       |       |       |       |         |        | 25.º | 4      |
| 2006 | JM Motorsport         | Fiat Stilo          | Ret   | NL    |       | Ret   | 8    | 17   | Ret   | Ret   | 22†    | Ret    |     | Ret       | Ret   | 17    |        |        |       |       |        |        |        |        |       |       |       |       |         |        | 25.º | 4      |
| 2007 |                       |                     | CR    | GR    | BB    | SMM   | SJU  | SP   | AG    | SFE   | SRA    | VIE    | BA  | OBE       | SL    | PDE   |        |        |       |       |        |        |        |        |       |       |       |       |         |        | -    | 0      |
| 2007 | Honda Racing Italcred | Honda Civic VII     | Ret   | 11    | 11    | 16    |      |      |       |       |        |        |     |           |       |       |        |        |       |       |        |        |        |        |       |       |       |       |         |        | -    | 0      |
| 2008 |                       |                     | PAR   | SAL   | GR    | SFE   | SJU  | RES  | AG    | BA    | OBE    | TRH    | VIE | SMM       | PDF   | PDE   |        |        |       |       |        |        |        |        |       |       |       |       |         |        | -    | 0      |
| 2008 | JM Motorsport         | Volkswagen Polo     | 19†   | 17    | 14    | Ret   |      | 22†  | Ret   | 14    | Ret    | Ret    | 19  | 17        | Ret   | Ret   |        |        |       |       |        |        |        |        |       |       |       |       |         |        | -    | 0      |
| 2009 |                       |                     | AG    | GR    | OBE   | SMM   | TRH  | RES  | BA    | CEN   | SFE    | SFE    | SJU | SJU       | PDF   |       |        |        |       |       |        |        |        |        |       |       |       |       |         |        | -    | 0      |
| 2009 | JM Motorsport         | Volkswagen Bora     | Ret   | 16    | 13    |       | 17   |      | Ret   |       |        |        |     |           |       |       |        |        |       |       |        |        |        |        |       |       |       |       |         |        | -    | 0      |
| 2010 |                       |                     | PDE   | SMM   | GR    | AG    | RES  | TRH  | LR    | SFE   | SFE    | CEN    | OBE | BA        | PDF   |       |        |        |       |       |        |        |        |        |       |       |       |       |         |        | -    | -      |
| 2010 | JM Motorsport         | Volkswagen Bora     |       |       |       |       |      |      |       |       |        |        |     | 14        |       |       |        |        |       |       |        |        |        |        |       |       |       |       |         |        | -    | -      |
| 2011 |                       |                     | GR    | SFE   | SFE   | SMM   | SJU  | RES  | AG    | TRH   | LPL    | TRE    | JUN | PDF       | PAR   |       |        |        |       |       |        |        |        |        |       |       |       |       |         |        | -    | -      |
| 2011 | Vitelli Competición   | Renault Mégane II   |       |       |       |       |      |      |       |       | Ret    |        |     |           |       |       |        |        |       |       |        |        |        |        |       |       |       |       |         |        | -    | -      |

#### Copa TC 2000
| Año  | Equipo             | Auto                | 1   | 2  | 3  | 4     | 5   | 6    | 7   | 8    | 9   | 10     | 11  | 12  | 13    | 14    | Res. | Puntos |
| ---- | ------------------ | ------------------- | --- | -- | -- | ----- | --- | ---- | --- | ---- | --- | ------ | --- | --- | ----- | ----- | ---- | ------ |
| 2001 |                    |                     | RAF | RC | BB | SJU I | PAR | BA I | OBE | AG I | SJO | SJU II | MDA | RES | AG II | BA II | 7.º  | 54     |
| 2001 | Crespi Competición | Chevrolet Vectra II |     |    |    |       |     |      |     |      |     |        | 4   | 3   | 3     | 1     | 7.º  | 54     |

#### Copa de Pilotos Privados
| Año  | Equipo        | Auto            | 1   | 2  | 3   | 4   | 5   | 6   | 7   | 8   | 9   | 10  | 11  | 12  | 13  | Res. | Puntos |
| ---- | ------------- | --------------- | --- | -- | --- | --- | --- | --- | --- | --- | --- | --- | --- | --- | --- | ---- | ------ |
| 2009 |               |                 | AG  | GR | OBE | SMM | TRH | RES | BA  | CEN | SFE | SFE | SJU | SJU | PDF | -    | 0      |
| 2009 | JM Motorsport | Volkswagen Bora | Ret | 9  | 7   |     | 7   |     | Ret |     |     |     |     |     |     | -    | 0      |

#### Copa Endurance Series
| Año  | Equipo        | Auto            | 1   | 2   | 3   | Res. | Puntos |
| ---- | ------------- | --------------- | --- | --- | --- | ---- | ------ |
| 2009 |               |                 | TRH | BA  | PDF | -    | 0      |
| 2009 | JM Motorsport | Volkswagen Bora | 17  | Ret |     | -    | 0      |

### Súper TC 2000
| Año  | Equipo          | Auto       | 1   | 2   | 3  | 4   | 5   | 6  | 7   | 8   | 9   | 10  | 11  | 12  | 13  | Res. | Puntos |
| ---- | --------------- | ---------- | --- | --- | -- | --- | --- | -- | --- | --- | --- | --- | --- | --- | --- | ---- | ------ |
| 2014 |                 |            | RAF | VIE | AG | ROS | TOA | BA | RES | SFE | SFE | SJU | TRH | COD | PDF | -    | -      |
| 2014 | Equipo Petronas | Fiat Linea |     |     |    |     |     | 14 |     |     |     |     |     |     |     | -    | -      |